# ميشيل كولينز (عداءة سريعة)
ميشيل كولينز (بالإنجليزية: Michelle Collins) هي عداءة سريعة أمريكية، ولدت في 12 فبراير 1971 في منطقة قناة بنما في الولايات المتحدة.

## وصلات خارجية
- ميشيل كولينز على موقع الاتحاد الدولي لألعاب القوى (الإنجليزية)
- ميشيل كولينز على موقع أوليمبيديا (الإنجليزية)